# Aeschynanthus planipetiolatus
Aeschynanthus planipetiolatus är en tvåhjärtbladig växtart som beskrevs av Hsi Wen Li. Aeschynanthus planipetiolatus ingår i släktet Aeschynanthus och familjen Gesneriaceae. Inga underarter finns listade i Catalogue of Life.